# Скопинское реальное училище
Скопинское реальное училище — среднее учебное заведение, действовавшее в городе Скопине (1876—1919).

## История
В 1873 году по инициативе директора Скопинского общественного банка Ивана Гавриловича Рыкова, гласных Скопинской городской думы и группы горожан во главе с художником-иллюстратором Петром Михайловичем Боклевским министру народного просвещения графу Д. А. Толстому было направлено ходатайство об открытии в городе реального училища.
8 ноября 1875 года Государственный совет постановил учредить «в городе Скопине с 1 июля 1876 года реальное шестиклассное училище с одним основным отделением и с высшим дополнительным классом с механико-техническим отделением». Из государственного казначейства для финансирования училища было выделено 8845 рублей, а из местного бюджета должно было выделять по 14 тыс. рублей в год.
12 сентября 1876 года состоялось открытие училища и освящение училищной церкви во имя святого благоверного князя Александра Невского, а 15 сентября начались занятия первых 66 учеников в двух начальных классах. Преподавание в училище осуществлялось выпускниками Московского, Юрьевского и Санкт-Петербургского университетов. Первый выпуск состоялся в 1883 году.
В послереволюционные годы реальное училище было преобразовано в единую трудовую школу II ступени № 1. 
В годы Великой Отечественной войны в здании располагался эвакогоспиталь № 3369. В послевоенные годы в училище обучали профессиям парикмахера, библиотекаря, продавца, а позже открылся педагогический факультет.
В настоящее время в здании Скопинского реального училища располагается МБОУ «Средняя общеобразовательная школа № 1» города Скопина.

## Здание училища

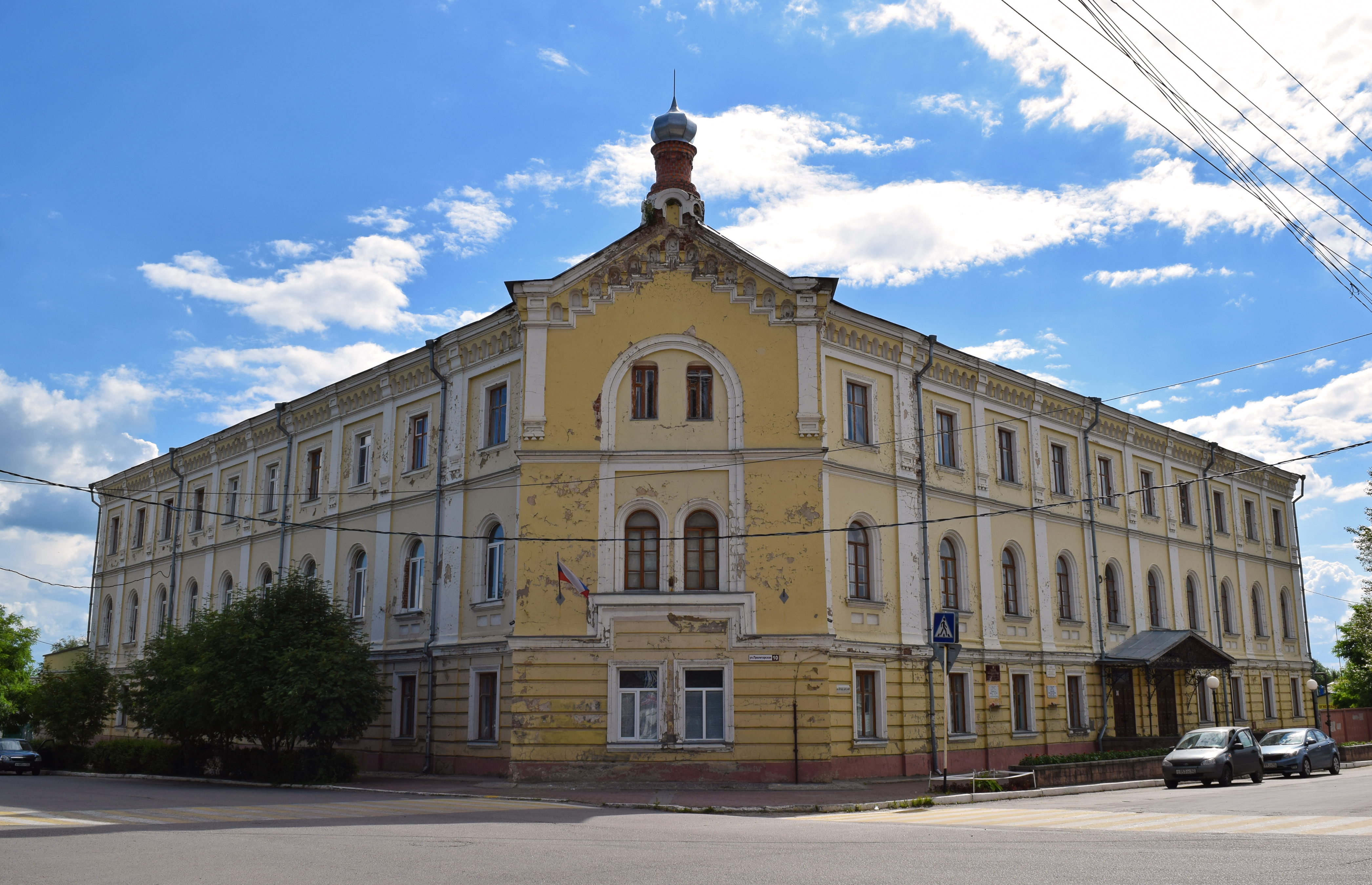
Школа № 1 города Скопина

Здание в стиле эклектики было построено в период 1874—1876 годов по инициативе И. Г. Рыкова для приюта и передано для деятельности реального училища. Корпус располагался на Первой Мещанской (ныне — ул. Пролетарская, д.10) в исторической части города. Угловое здание декорировано изящным щипцом с полуколоннами и узорчатым обрамлением. Острую верхушку украшает фигурный барабан с миниатюрной маковкой.
На первом этаже размещались канцелярия, кабинет директора, физический кабинет, химлаборатория, библиотека, учительская, гимнастический зал, швейцарская и «шинельная» (гардероб). На втором этаже помещались три классные комнаты, актовый зал, рисовальный и чертёжные классы и приёмная доктора. Почти треть второго и третьего этажей была занята домовой церковью во имя Александра Невского, устроенной в память спасения от опасности императора Александра II. В подвальном этаже находились квартиры для служителей и котельная.
От домовой церкви сохранилась маковка, иконостас передан в церковь села Вердерево.

## Директора училища
- Чемолосов, Фёдор Фёдорович[вд] (12 сентября 1876 — ?)
- Зегер, Сергей Матвеевич (? — 1888)

## Преподаватели
- Будде, Евгений Фёдорович (русский язык и словесность)

## Попечители
- Леонов, Дмитрий Алексеевич

## Выпускники
См. также Выпускники Скопинского реального училища